# Елизабет (Минесота)
Елизабет (енгл. Elizabeth) град је у америчкој савезној држави Минесота.

## Демографија
По попису из 2010. године број становника је 173, што је 1 (0,6%) становника више него 2000. године.
| Група             | 2000.       | 2010.       |
| Белци             | 169 (98,3%) | 162 (93,6%) |
| Афроамериканци    | 0 (0,0%)    | 5 (2,9%)    |
| Азијати           | 0 (0,0%)    | 1 (0,6%)    |
| Хиспаноамериканци | 0 (0,0%)    | 0 (0,0%)    |
| Укупно            | 172         | 173         |